# Kogane Maru (Schiff, 2001)
Die Kogane Maru (japanisch こがね丸) ist ein 2001 als Ehime in Dienst gestelltes Fährschiff der japanischen Reederei Sado Kisen. Sie steht unter ihrem jetzigen Namen seit 2023 auf der Strecke von Jōetsu nach Sado im Einsatz.

## Geschichte
Die Ehime wurde am 30. Dezember 2000 unter der Baunummer 667 in der Werft von Naikai Zosen Setoda Works in Onomichi auf Kiel gelegt und lief am 10. März 2001 vom Stapel. Nach der Ablieferung an die Reederei Uwajima Unyu am 9. Juli 2001 nahm sie am 12. Juli den Fährdienst von Yawatahama nach Beppu und Usuki. 2014 wurde das Schiff durch die in ihrer Optik und ihren Abmessungen ähnliche Akatsuki Maru ergänzt.
Im Juni 2022 beendete die Ehime nach 21 Jahren ihre letzte Überfahrt für Uwajima Unyu und ging anschließend unter dem Namen Kogane Maru an die Reederei Sado Kisen. Ursprünglich sollte das Schiff am 25. März 2023 den Dienst von Sado (Naoetsu-Hafen) nach Sado (Ogi-Hafen) aufnehmen, aufgrund von Verzögerungen bei Umbauarbeiten am Rumpf konnte die Aufnahme des Fährbetriebs jedoch erst am 29. April 2023 erfolgen. Die Kogane Maru ist bereits das vierte Schiff dieses Namens.
Die Kogane Maru verfügt über verschiedene Kabinenkategorien, die von Privatkabinen (Erste Klasse, als Special Room bezeichnet) bis zu Schlafsälen der Ersten und Zweiten Klasse reichen. Hunde können in Zwingern oder in speziellen Erste-Klasse-Kabinen mit separatem Dog Room mitreisen.